# ステファニー・グリフィス＝ジョーンズ
ステファニー・グリフィス＝ジョーンズ（Stephany Griffith-Jones、1947年6月5日 - ）は、チリ出身で国際金融と開発が専門の経済学者である。なかでも、金融規制、世界的管理、および国際資本フローに関して国際金融システムの改革を強調している。

## 略歴
- 1947年 生まれる。
- 1970年 - 1972年 チリ中央銀行の公共分野信用部門部長となる。
- 1971年 チリ大学の経済学商業工学科を卒業する（B.A.）。
- 1972年 - 1977年 イギリスのケンブリッジ大学で学ぶ。
- 1977年 - 2000年 サセックス大学の開発調査研究所（IDS）の研究者、のちに上席研究者となる。
- 1981年 ケンブリッジ大学でPh.D.をえる（博士論文「過渡期における金融の役割」）。
- 1994年 チリ、サンチャゴのUN CEPALで金融部門の上級コンサルタントとなる。
- 2000年 コモンウェルス事務局の国際金融部長となる。
- 2005年 UNDESAでGDPリンク債の仕事をする。
- 2005年 シニアオフィシャルUNDESAとなる。
- 2000年 - 2007年 サセックス大学の開発調査研究所（IDS）の教授フェローとなる。
- 2008年 - 現在 ニューヨークのコロンビア大学にある「政策対話イニシャティヴ」の役員理事となる。
- この間、欧州委員会、世界銀行、米州開発銀行、国連関連（国連開発計画、ユニセフ、DESA、ECLAC）などのアドバイザーとなる。

## 経済分析と政策への貢献

### 初期の論文
- 'The Growth of Multinational Banking, the Euro-currency Market and their effects on developing countries', 1980年.
- 経済発展と実体経済のために国内および国際金融制度をより安定化する必要があるとし、開発途上経済への過度の国際銀行貸出の危険に対して警告した。

### ラテンアメリカの債務危機
- Debt and Development Crises in Latin America: The End of An Illusion, with Osvaldo Sunkel, 1986年.
- 1980年代のラテンアメリカ債務危機は地域の経済発展に対し否定的効果を示した。彼女は、ラテンアメリカとアフリカ・サブサハランに対する債務救済の主導者であった。

### グローバル資本フロー
- 1990年代、リカルド・フレンチ＝デイビス（Ricardo Ffrench-Davis）と資本規制や金融危機の問題を主張した。彼女は、ラテンアメリカがどのように不安定な資本フローを抑制し、管理するかという議論に貢献した。また、資本規制のような十分な措置が実行できない場合の金融危機のリスクを警告した。
- 1990年代半ばから、過度で不安定な資本供給国の資本フロー規制を主張し始め、1998年の著書（Global Capital Flows: should they be regulated?, 1998年）でさらに議論した。

### 国際金融アーキテクチャー
- 国際金融アーキテクチャーの改革の議論について、彼女はとくに金融規制およびより効果的な金融危機管理を通じた危機防止の分析に貢献した。例えば、民間資本フローが急激に引き上げられるとき、公的流動性を提供するひとつの手段としてIMFによる特別引き出し権（SDR）問題を主唱した。また、金融危機または他の外部的ショックに直面して、国が彼らの経済を不必要に調整することがなく、拡大され、より条件の少ないIMF貸出を主唱した。

### 国際金融制度の改革
- 1990年代後期から、ホセ・アントニア・オカンポ（英語版）と共著を出している。国際金融制度のカウンター・サイクリカル改革の概念を、安定化する資本フローと国内民間貸出を促進させて発展させた。狙いは、しばしば高くつく危機を避け、マクロ経済管理を容易にし、そして発展途上国に安定した包括的な経済成長を達成することであった。
- 彼女は、大きく、速やかで、より少ない融資条件の外部ショックに直面して、IMFで保障融資の改革を主唱した。同様に、拡大された開発銀行とカウンター・サイクリカル貸出について早くからの支持者であった。彼女はまた、金融危機のリスクを減らすカウンター・サイクリカル・メカニズムのように、GDPリンク債の問題も主唱した。これらの方法は、実用的金融システムの改革を目的としており、高くつかない金融危機なしで経済成長を支える。

## 著作

### 著書・編著
- 2010, Time for a Visible Hand: Lessons from the 2008 World Financial Crisis, edited with José Antonio Ocampo and Joseph Stiglitz, Oxford University Press, 2010
- 2007, International Finance and Development, with José Antonio Ocampo and Jan Kregel, Orient Longman, 2007
- 2003, From Capital Surges to Drought, Seeking Stability for Emerging Economies, edited with Ricardo Ffrench-Davis, Palgrave, 2003
- 2003, International Capital Flows in Calm and Turbulent Times, The Need for New International Architecture, edited with Ricardo Gottschalk and Jacques Cailloux, The University of Michigan Press, 2003
- 2001, Managing Capital Surges in Emerging Markets, edited with Manuel Montes and Anwar Nasution, Oxford University Press, 2001
- 1999, Private Capital Flows to Africa, with Louis Kasekende and Matthew Martin et al., FONDAD, 1999
- 1998, Global Capital Flows, should they be regulated? with preface by Nobel prize winner James Tobin, Macmillan and St. Martin’s Press, 1998
- 1995, Coping With Capital Surges: The Return of Finance to Latin America, edited with Ricardo Ffrench-Davis, Lynne Rienner, 1995
- 1994, Financial Sector Reform in Central and Eastern Europe, edited with Z. Drabek, Macmillan, 1994
- 1992, Debt, Cross-Conditionality and Banking Regulations, edited with Ennio Rodriguez, Macmillan, 1992
- 1986, Debt and Development Crises in Latin America: The End of An Illusion, with Osvaldo Sunkel, Oxford University Press, 1986

### 他編著の章
- 2010, “Agenda and Criteria for Financial regulatory Reform” with Jane D’Arista in Griffith-Jones, Ocampo and Stiglitz (eds.), Time for a Visible Hand: Lessons from the 2008 World Financial Crisis, Oxford University Press
- 2008, "The Pro-cyclical Impact of Basle II on Emerging Markets and its Political Economy" with Avinash Persaud, in Stiglitz and Ocampo (eds.), Capital market liberalization and Development, Oxford University Press
- 2005, “Should capital controls have a place in the future international monetary system?” with Ricardo Gottschalk and John Williamson, in Marc Uzan (ed), The future of the International Monetary System, Elgar
- 1991, "International financial markets: a case of market failure" in Christopher Colclough and James Manor (eds.), States or Markets? Neo-liberalism and the Development Policy Debate, Oxford University Press